# Mosquée des Étrangers
La mosquée des Étrangers (arabe : جامع الأجانب), aussi appelée mosquée Barrazim ou Jemaâ Ghorba, est une mosquée tunisienne et l'un des principaux lieux de culte de Houmt Souk, sur l'île de Djerba.

## Histoire
Construit au XVe siècle, l'édifice a été à l'origine une médersa au sein de laquelle le savant et théologien Brahim El Jemni a enseigné au XVIIe siècle, avant que le complexe scolaire qui lui a été dédié ne voit le jour (construction entamée en 1674 et complétée en 1714). Cette mosquée est classée monument historique.
Jemaa Ghorba, principale mosquée malikite de l'île, est située dans la partie orientale de l'actuelle Houmt Souk. Si l'attachement de la population sunnite à cette mosquée remonte à la fin du Moyen Âge, le degré d'attention que les sunnites malikites avaient prêté à cette mosquée se renforce à l'époque ottomane, ceci afin de marquer leur présence économique et sociale sur l'île.

## Description

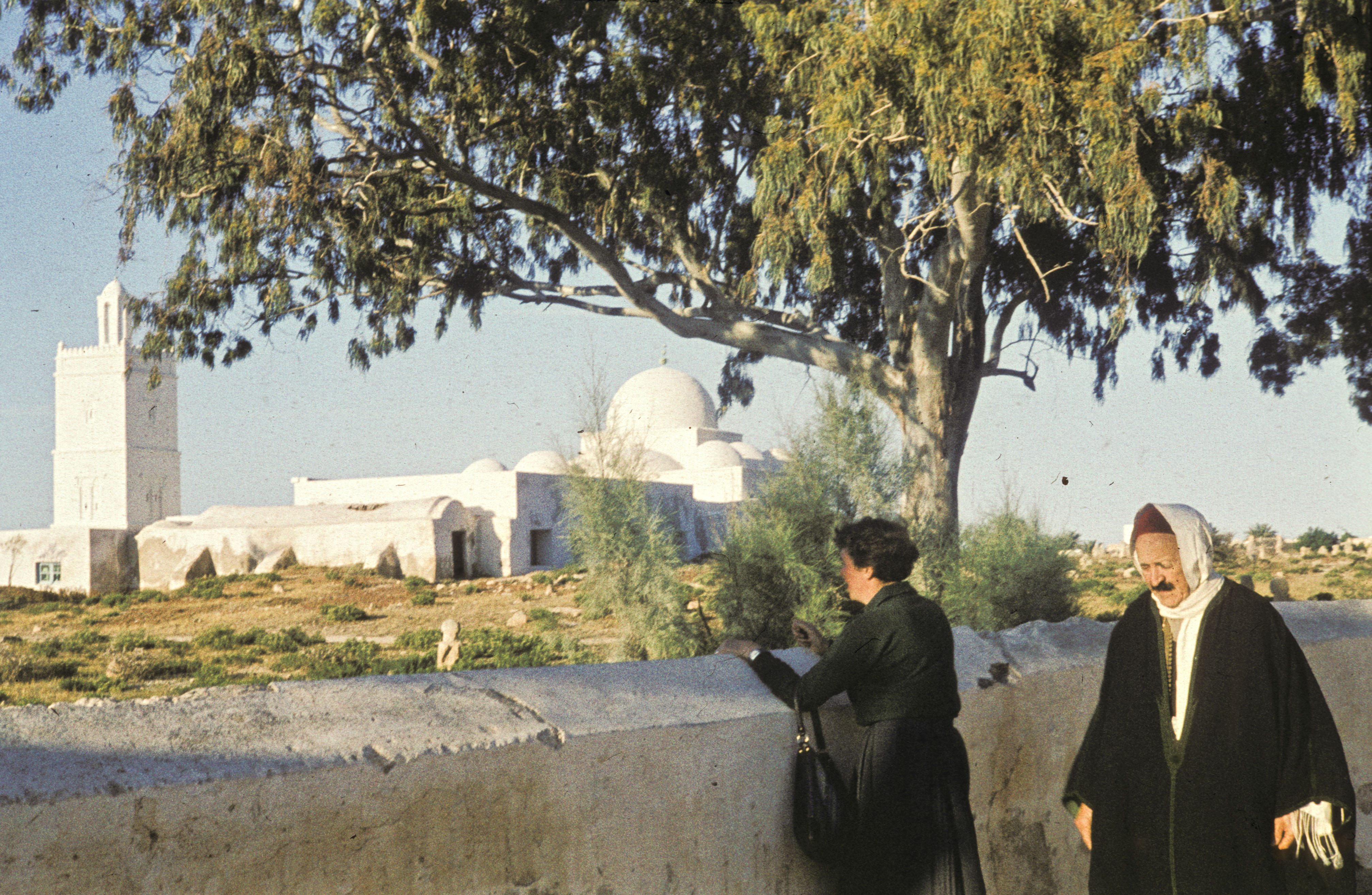
Mosquée des Étrangers en 1960.

Kamel Tmarzizet évoque les « coupoles qui émergent de la masse étalée de l'édifice » dominé par un minaret carré et formé de deux tours, « dont l'inférieure est décorée par des petites fenêtres aveugles ». La tour supérieure porte quant à elle, sous ses parapets crénelés, des inscriptions en arabe.
Identique à tous les minarets des mosquées kharidjites, cette tour qui fait corps avec la salle de prière est « surmontée d'un lanterneau soutenu par des petits piliers portant le motif ornemental conique rituel ».

## Emplacement
La mosquée est située en plein centre-ville, à quelques mètres de Sidi Brahim El Jemni et du musée du patrimoine traditionnel de Djerba. Plusieurs petites places se trouvent en face et à proximité de cette mosquée.